# Фамагуста (округ)
Фамагуста округ или Амохостос округ (грч. Αμμόχωστος, тур. Gazimağusa) је званична подручна јединица првог реда у оквиру Кипра. Званично седиште округа је истоимени град Фамагуста. Како је дати град под окупацијом турских снага, привремено седиште је градић Паралимни.

## Положај и границе
Округ Фамагуста се налази у источном делу државе Кипар и дели границе са:
- на југу - британска војна база Декелија,
- на југозападу - округ Ларнака,
- на западу - округ Никозија,
- на северозападу - округ Керинеја.

## Природни услови
Округ обухвата исток острва Кипар, са дугом обалом ка Средоземном мору на северу и истоку. На северу округа се издижу Керинејске планине, које се ка крајњем североистоку прелазе у дугачко и уско полуострво Карпасија. У средишњем делу налази главна остврска равница Месаорија, док се на југу издиже побрђе, које дату равницу одељује од јужног приморја. Крајње југоисточни део побрђа чини мање полуострво, познато као Капо Греко.

## Историја
Округ постоји у данашњим границама од времена британске управе над острвом, а као такав наследила га је и задржала млада кипарска држава у првим годинама постојања. 1974. године турска војска је заузела већи део округа са управним седиштем, градом Фамагустом. У рукама званичне владе остао је само крајње јужни део - Капо Греко, где се и налази данашње привремено седиште округа, градић Паралимни.

## Становништво и насеља
Традиционално становништво округа су били и остали већински православни Грци и мањински муслимански Турци. Традиционално, турско становништво је било бројније у северном делу округа, у јужном подножју Керинејских планина. Међутим, некада помешано становништво је данас подељено у складу са поделом Кипра. По последњем попису из 2001. године у делу округа под управом званичне владе живи 37.738 становника.
Највеће насеље и званично седиште округа је град Фамагуста (39.000 ст., под окупацијом), на истоку округа, док је привремено седиште и друго величини насеље градић Паралимни (11.000 ст.) на југу округа. Познат је и град Ризокарпасо (5.000 ст.), средиште полуострва Карпасија.